# Bürgermedaille der Stadt Ulm
Die Bürgermedaille der Stadt Ulm, auch Medaille der Stadt Ulm, ist eine kommunale Auszeichnung. Sie wird von der baden-württembergischen Stadt Ulm verliehen, um besondere Verdienste ihrer Bürgerinnen und Bürger zu würdigen.

## Geschichte und Vergabemodalitäten
Die Bürgermedaille wurde 1964 durch einen Beschluss des Ulmer Gemeinderats eingeführt. Sie dient der Anerkennung bürgerschaftlichen Engagements und der Förderung des Ehrenamts in Ulm. Die Auszeichnung wird an Persönlichkeiten verliehen, „die sich um das politische, kulturelle, religiöse, wirtschaftliche, soziale oder gesellschaftliche Leben der Stadt in besonderer Weise verdient gemacht oder durch ihr geistiges oder künstlerisches Werk das Ansehen der Stadt gemehrt haben“.
Die Verleihung findet alle zwei Jahre am Schwörmontag im Rahmen der traditionellen Schwörfeier statt, alternierend mit den Wissenschaftspreisen der Stadt. Aus der Bürgerschaft können Vorschläge für die Auszeichnung eingereicht werden, wobei eine Begründung erforderlich ist. Die Entscheidung über die Vergabe trifft der Gemeinderat.
2020 kam es zu Differenzen bei der Auswahl der Preisträger, da es keine festgeschriebene Regelung zur Geschlechterverteilung gab. Der Gemeinderat hatte sich zunächst auf zwei männliche Preisträger geeinigt, was nachträglich zu Widerspruch von Grünen, SPD und Teilen der CDU/UfA-Fraktion führte. Nach gescheiterten Kompromissversuchen wurde die Verleihung verschoben. Diese Kontroverse führte zur Überarbeitung des Auswahlverfahrens. Seit 2021 wird die Bürgermedaille verbindlich an eine Frau und einen Mann verliehen, um eine ausgewogenere Geschlechterverteilung zu gewährleisten.

## Preisträger
- 1964: Carl Schwenk, Franz Wiedemeier, Albert Unseld
- 1966: Karl Eychmüller
- 1967: Wilhelm Geyer
- 1970: Inge Aicher-Scholl, Karl Kässbohrer, Eugen Ringwald
- 1974: Hugo Roller, Willy Eiselen
- 1975: Anton Wiech
- 1976: Kurt Fried[3]
- 1977: Otto Fischer
- 1978: Lisbeth Ebners, Otto Kässbohrer
- 1980: Josef Gantert
- 1983: Schwester Maria Melosa
- 1986: Gertrud Brandt
- 1988: Alfred Moos, Hans Zumsteg
- 1990: Boleslawa Podlaszewski
- 1994: Else Seisler, Wolfgang Eychmüller
- 1996: Thilde Battran, Eberhard Schleicher
- 1998: Gerhard Stuber
- 2002: Hellmut Pflüger
- 2005: Josef Kaupp, Hans-Hermann Keinath, Hermann Eiselen
- 2006: Theodor M. Fliedner
- 2007: Ilse Schulz, Silvester Lechner
- 2011: Helga Philipp, Michael Bösl
- 2013: Carmen Stadelhofer, Wolf-Dieter Hepach[4]
- 2015: Claudia Schumann, Siegfried Weishaupt
- 2018: Rolf Engelhardt, Wolf-Henning Petershagen[5]
- 2021: Ann Dorzback, Otto Künzel[6]
- 2023: Götz Hartung, Christa Ranz-Hirt
- 2025: Liselotte Bertsch, Reinhart Müller[7]

## Ulmer Bürgermedaille von 1919

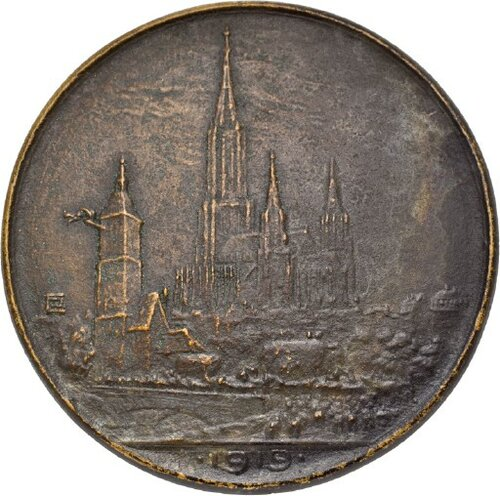
„Ulmer Bürgermedaille“ aus dem Jahr 1919, Rückseite

Die historische „Ulmer Bürgermedaille“ von 1919, geschaffen vom Heilbronner Künstler Walther Eberbach, zeigt auf der Vorderseite den „Ulmer Spatz“ auf dem Stadtwappen und auf der Rückseite eine vom Ulmer Münster dominierte Stadtansicht. Die Vorderseite trägt eine Umschrift, die die Stadt für ihre Fürsorge in Kriegs- und Friedenszeiten rühmt, was sich auf den kurz zuvor beendeten Ersten Weltkrieg bezieht. Diese historische Medaille unterscheidet sich vom Design der aktuellen Bürgermedaille.